# 祥興帝
祥興帝（しょうこうてい）は、南宋最後の第9代皇帝。諱は昺(へい)。

## 呼称
廟号・諡号を持たないために、在位中の元号から祥興帝と呼ばれる。また、即位以前に封じられた王号で衛王（）と呼ばれることも多い。他に少帝・幼主・帝昺と称される場合もある。元代に編まれた『宋史』では永国公として、恭帝（瀛国公）・端宗（建国公）と共に本紀の最後の巻（第四十七）にまとめられている。

## 生涯

### 誕生
咸淳7年1月2日（1271年2月12日）、趙昺は度宗の七男として生まれた。母は修容（妃嬪の称号の一つ）の兪氏。端宗の異母弟、また恭帝とは同年生まれ（恭帝の方が後）の異母兄弟である。
咸淳10年（1274年）に信王に封じられ、後に広王に変更された。

### 即位

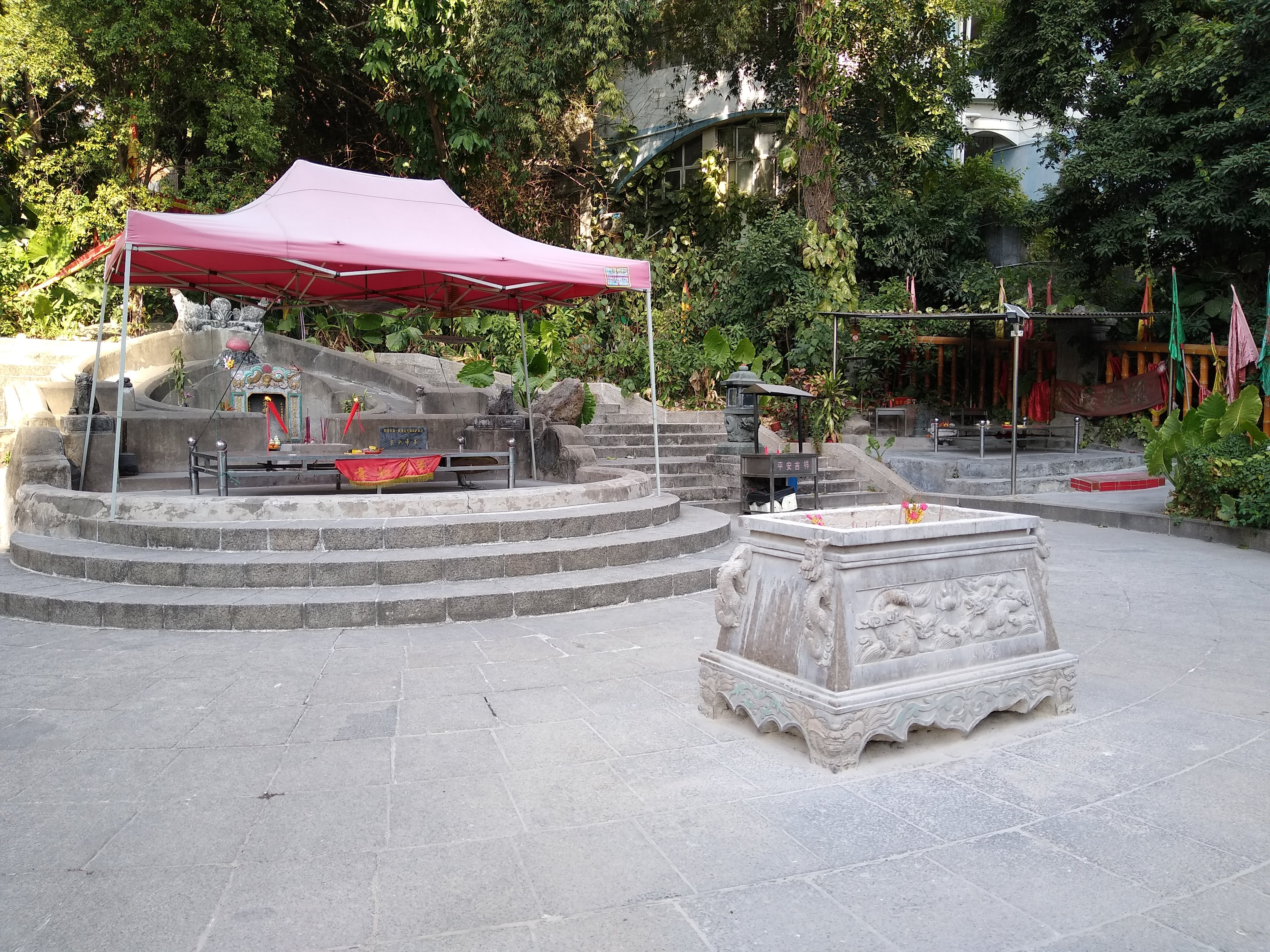
宋少帝陵

徳祐2年（1276年）に南宋の都城である臨安が陥落され、恭帝と謝太后は元軍に囚われた。益王趙昰（端宗）は楊亮節・陸秀夫・張世傑・陳宜中・文天祥などの護衛の下福建に逃れて即位し、ともに逃れた趙昺は衛王に封じられた。景炎3年（1278年）に端宗が崩御すると、陸秀夫により碙洲梅蔚（現在の香港大嶼山梅窩、一説には広東省珠海市香洲区担杆島）にて趙昺が皇帝に擁立され、祥興と改元し、元軍を避けて崖山へと逃れた。

### 最期
祥興2年（1279年）、元の張弘範による崖山攻撃が開始されると、宋軍水師は張世傑の指揮の下に抵抗を続け、崖山の戦いと称される海戦が行われた。この戦いで宋軍は壊滅、陸秀夫は8歳の趙昺を抱いて入水し、ここに南宋の残存勢力は完全に滅亡した。

## その後
崖山における陸秀夫と幼帝の悲劇的な最期は、現在においても多くの人々に哀惜の念を与え続けている。古くから伝わった箏曲に「崖山哀」という曲目があるほどである。また日本でも壇ノ浦の戦いの平家滅亡時の外祖母である二位尼と共に入水した安徳天皇と、状況が酷似している所から菅茶山の漢詩「赤間が関懐古」や安積艮斎の漢詩「壇浦懐古」、最近では田中芳樹の小説『海嘯』、宇月原晴明の小説『安徳天皇漂海記』などで趙昺のことが触れられている。

## 逸話

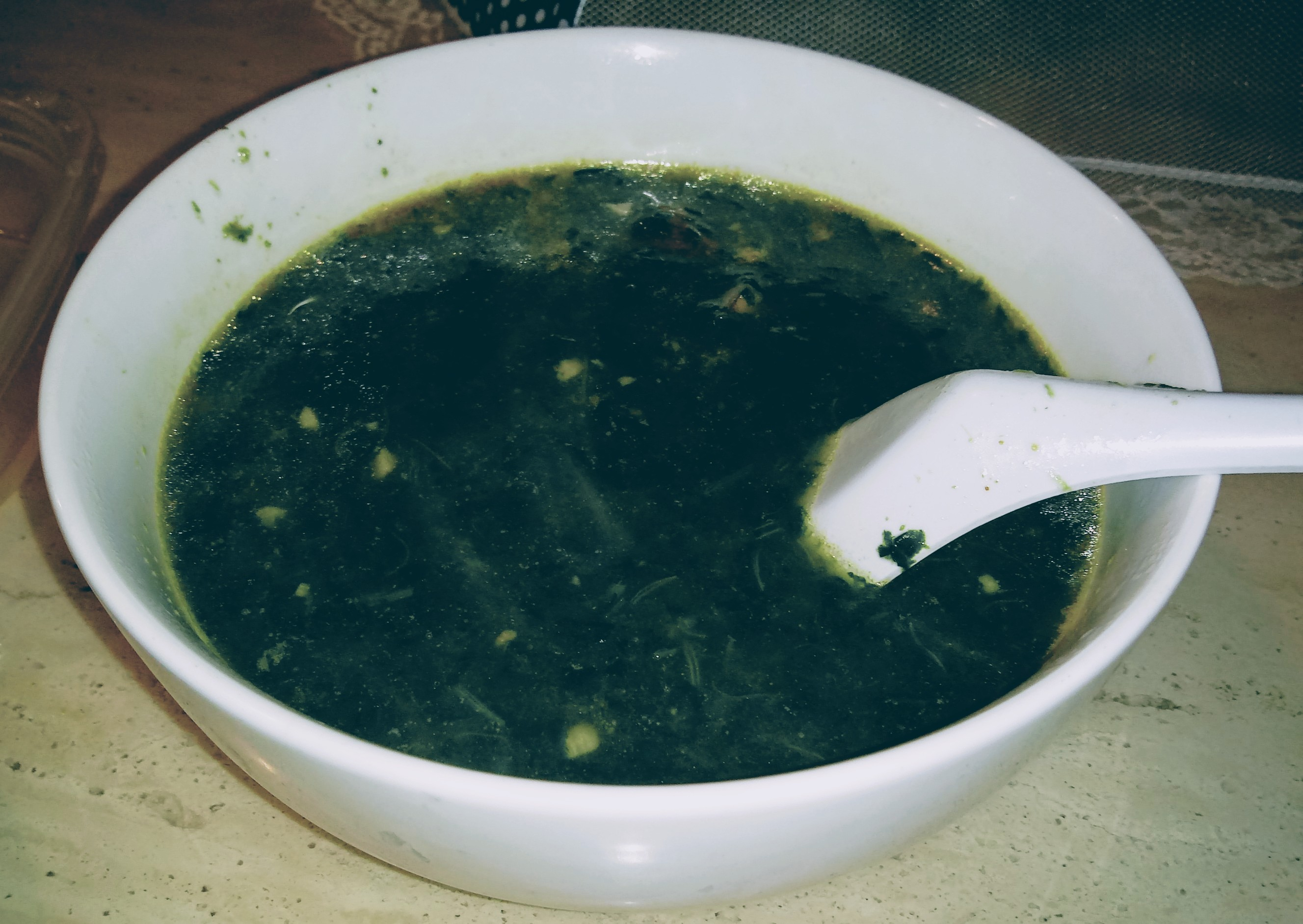
護国菜

広東省の地元住民によると、元軍との最後の戦いの前に祥興帝は長州の寺院に仮御所を置き、そこにいた修行僧たちは、葉野菜、キノコ、野菜スープで作られた即席の汁物を提供した。皇帝はその汁物を大変気に入り、それを「護国菜」と名付けた。その後、護国菜の準備は祥興帝を称える暗示となった。